# Нельсон Мандела Бей (стадіон)
Нельсон Мандела Бей (англ. Nelson Mandela Bay — затока Нельсона Мандели) — стадіон, розташований у південно-африканському Порт-Елізабеті і названий за назвою міського округу (муніципалітету) Нельсон Мандела Бей. Перший із побудованих для проведення в Південній Африці фінальної частини Чемпіонату світу з футболу 2010 року. На ньому відбулися вісім матчів світової першості.
Місткість стадіону — 44 000 місць із можливістю встановлення ще 4 000 тимчасових місць. Має два табло (площею 55 м²).